# Іон Георге Маурер
Іон Георге Йосип Маурер (рум. Ion Gheorghe Iosif Maurer; нар. 23 вересня 1902, Бухарест — 8 лютого 2000, Бухарест) — румунський державний діяч, прем'єр-міністр Румунії в 1961–1974.

## Біографія
Здобув юридичну освіту, ставши адвокатом, захищав у суді представників лівого і антифашистського руху.
У 1942–1943 рр.., під час Другої світової війни, був поміщений у в'язницю за свою політичну діяльність.
У повоєнні роки у внутрішньопартійній боротьбі став прихильником Г. Георгіу-Дежа. У першому уряді займав посаду заступника міністра зв'язку і громадських робіт. У 1946–1947 рр.. був членом делегації в Румунії на Паризькій мирній конференції (на чолі з Георге Тетереску) і деякий час працював у МЗС, але був звільнений Анною Паукер, в результаті — протягом десяти років працював в Інституті правових досліджень.
Після остаточної перемоги Георгіу-Дежа в боротьбі за лідерство в партії і державі повертається в політику.
У 1957–1958 рр.. — міністр закордонних справ, У 1958–1961 рр.. — голова президії Великого національного зібрання, У 1961–1974 рр.. — прем'єр-міністр Соціалістичної Республіки Румунії.
У боротьбі за владу, що розгорнулася після смерті Георгіу-Дежа в 1965 р. підтримав Ніколае Чаушеску на противагу Георгіу Апостолу.
У 1974 р. був відправлений на пенсію, однак продовжував брати участь у головних партійних заходах.